# Felddivision 5

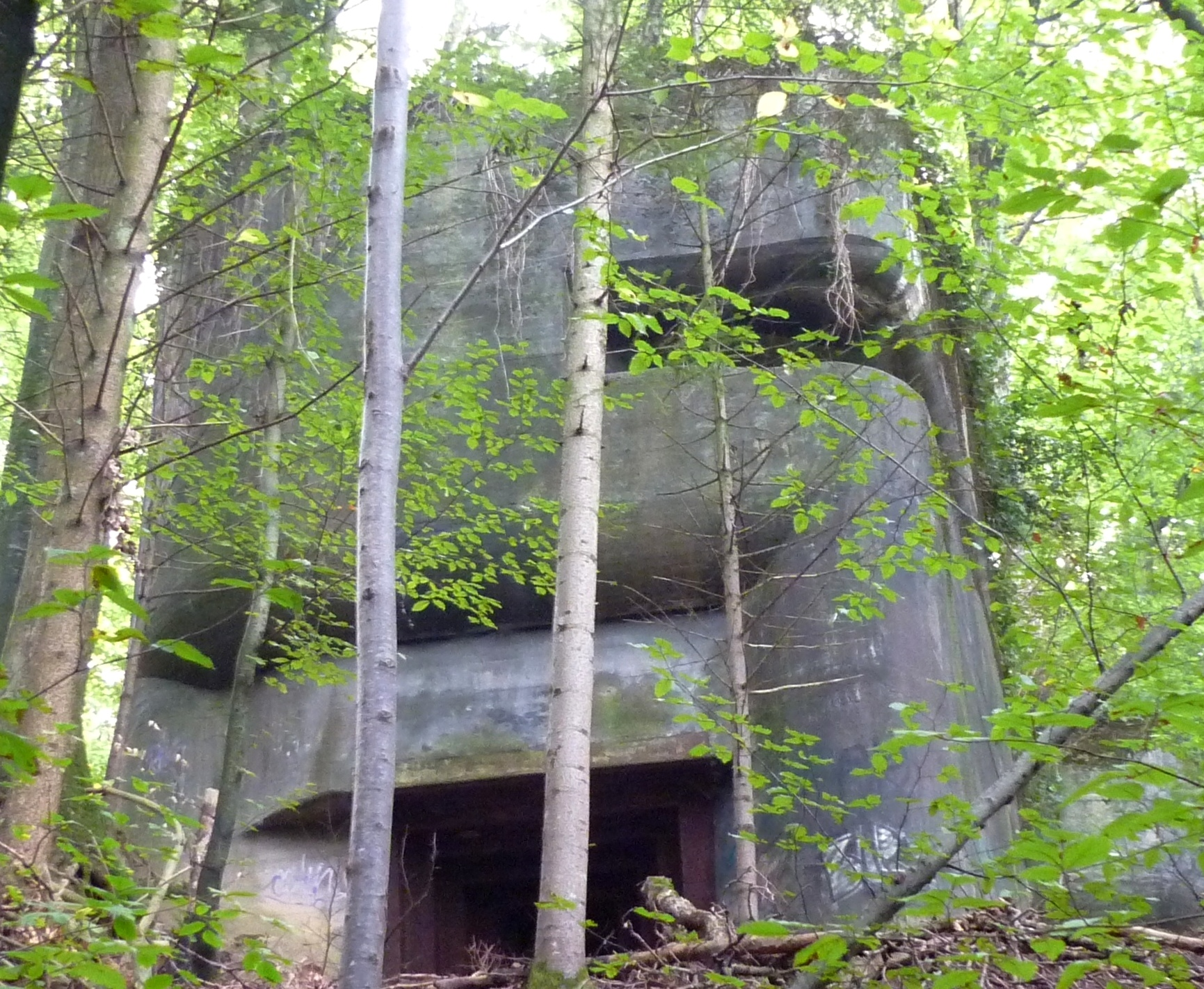
Mehrzweckwerk Flueholz, Baden

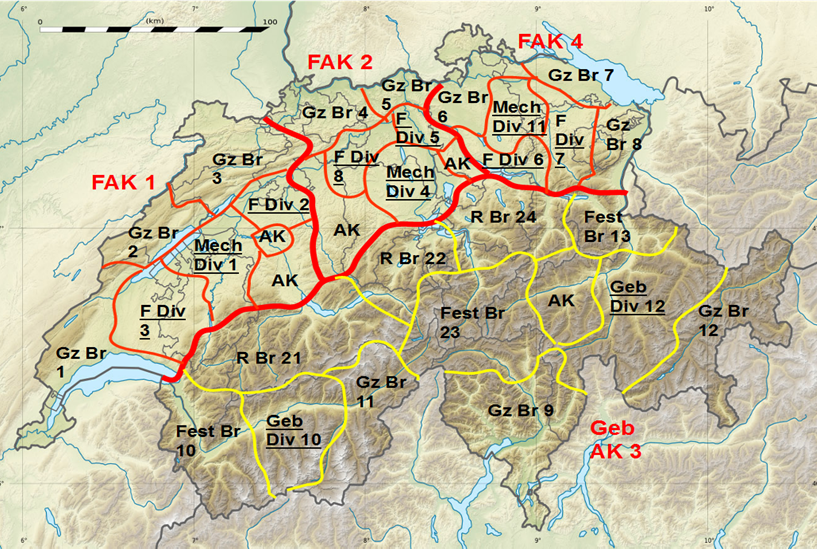
Feldarmeekorps 2 (FAK 2) und Felddivision 5 im Grunddispositiv von 1992

Die Felddivision 5 war ein traditionsreicher Nordwestschweizer Verband des Schweizer Milizheeres mit dem Hauptharst der Truppen aus dem Kanton Aargau. Ihr erster Kommandant war Christian Emil Rothpletz. Sie wurde 1875 aufgrund der neuen Truppenordnung gebildet, 2003 aufgelöst und 2008 durch die Infanteriebrigade 5 ersetzt.

## Vorgeschichte
Mit der Bundesverfassung von 1848 wurde damit begonnen, die kantonalen Truppen zu einem nationalen Heer zusammenzufassen. Mit der Totalrevision der Bundesverfassung von 1874 wurden die gesetzlichen Grundlagen für Aufbau, Ausrüstung, Ausbildung und Führung einer einheitlichen Armee sowie die Heeresklassen Auszug (20. bis 32. Altersjahr) und Landwehr (33 bis 44) geschaffen, die alle zwei Jahre einen Wiederholungskurs zu leisten hatten.
Die Felddivision 5 bestand aus zwei Infanteriebrigaden zu je zwei Regimentern und einer Artilleriebrigade (drei Feldartillerieregimenter mit je zwei Batterien). 1891 wurden die 5. Division mit der Berner 3. Division im 2. Armeekorps zusammengefasst. 1907 wurde zum jährlichen Wiederholungskurs gewechselt.
Mit der Truppenordnung von 1911 wurden die bisherigen acht Divisionen auf sechs reduziert, wodurch die 5. Division bis 1936 zur 4. Division wurde und aus zwei Brigaden mit je drei Infanterieregimentern, einer Artilleriebrigade und über 20'000 Milizsoldaten bestand. Die Bataillone aus Solothurn wurden mit solchen aus Zug und Luzern ausgewechselt.

## Erster Weltkrieg
Am Tag nach der Mobilmachung im Ersten Weltkrieg vom 3. August 1914 rückte die 4. Division unter ihrem Kommandanten Wilhelm Schmid (1913–1918) ein, um den Grenzabschnitt westlich von Basel bis Burg-Rämel zu sichern.  Später war die Division Armeereserve im Kanton Bern. Insgesamt leistete die Division sechs Aktivdienste von zwei bis sechs Monaten Dauer im Jura und Laufental, pro Wehrmann 400 bis 600 Diensttage. Während des Landesstreiks 1918 mussten Truppenteile Ordnungsdienste in den bestreikten Städten Aarau, Baden, Brugg, Basel und Zürich leisten.
Der Kriegsbestand der 4. Division (inklusive Gebirgsbrigade 12) betrug laut «Ordre de Bataille» von 1917: 949 Offiziere, 24'470 Unteroffiziere und Soldaten, 5855 Pferde, 18'031 Gewehre, 126 Maschinengewehre, 287 Säbel, 56 Geschütze.
Mit der Truppenordnung von 1936 (TO 36) wurde aus der 4. wieder die 5. Division. Der Truppenbestand von 1924 (TO 24) von 33.953 Mann wurde halbiert und die Zwischenstufe der Brigade fiel weg. Die Füsilierbataillone (Füs Bat) 58, 59 und 60 wurden der neu gegründeten Grenzbrigade 5 zugeteilt und dem Divisionskommandanten unterstellt. Zu den Aargauer Infanterieregimentern 23 und 24 (S Bat 4, Füs Bat 46, 102) kam das Stadtzürcher Infanterieregiment 4.

Oberstdivisionär Wilhelm Schmid, Kommandant 4. Division
Stab der 4. Division
Feldartillerie, Wangen an der Aare
Wachthaus, Damvant/Pruntrut

## Zweiter Weltkrieg
Nach der Mobilmachung im Zweiten Weltkrieg im September 1939 bezog die dem 2. Armeekorps unterstellte 5. Division  unter ihrem Kommandanten Eugen Bircher mit rund 13.600 Mann den Raum Brugg-Bözberg in der Limmatstellung zwischen der 3. Division (westlich) und der 8. Division (östlich). In Raum der 5. Division befanden sich als Verstärkung das ad hoc Regiment Bözberg und die Korpsartillerieregimenter 13 und 24.
Nachdem im Reduit Festungen gebaut und für sechs Monate Vorräte für die Truppe und die dortige Bevölkerung angelegt waren, wurde die 5. Division, die bisher mit der 2. und 4. Division in der vorgeschobenen Stellung zur Sicherung des Reduitaufbaus eingesetzt war, in den Zentralraum verlegt.
Das Gros der 5. Division war ab Mai 1941 im Reduit im Raum Bürgenstock-Pilatus-Engelberg eingesetzt, das Infanterieregiment 4 wurde in den Talkessel von Schwyz verschoben und dort dem 4. Armeekorps bis Herbst 1944 unterstellt. Die 5. Division hatte als Teil des 2. Armeekorps den Reduitzugang zum Brünigpass zu sperren. Im Frühjahr 1943 wurde das Gros der Division dem 4. Armeekorps unterstellt, um die Reduitzugänge beidseits der Rigi in den Talkessel von Schwyz zu sichern. Gegen Kriegsende ab Oktober 1944 wurde die wiedervereinigte Division für Ablösungsdienste bei der Grenzsicherung im Raum Basel eingesetzt.

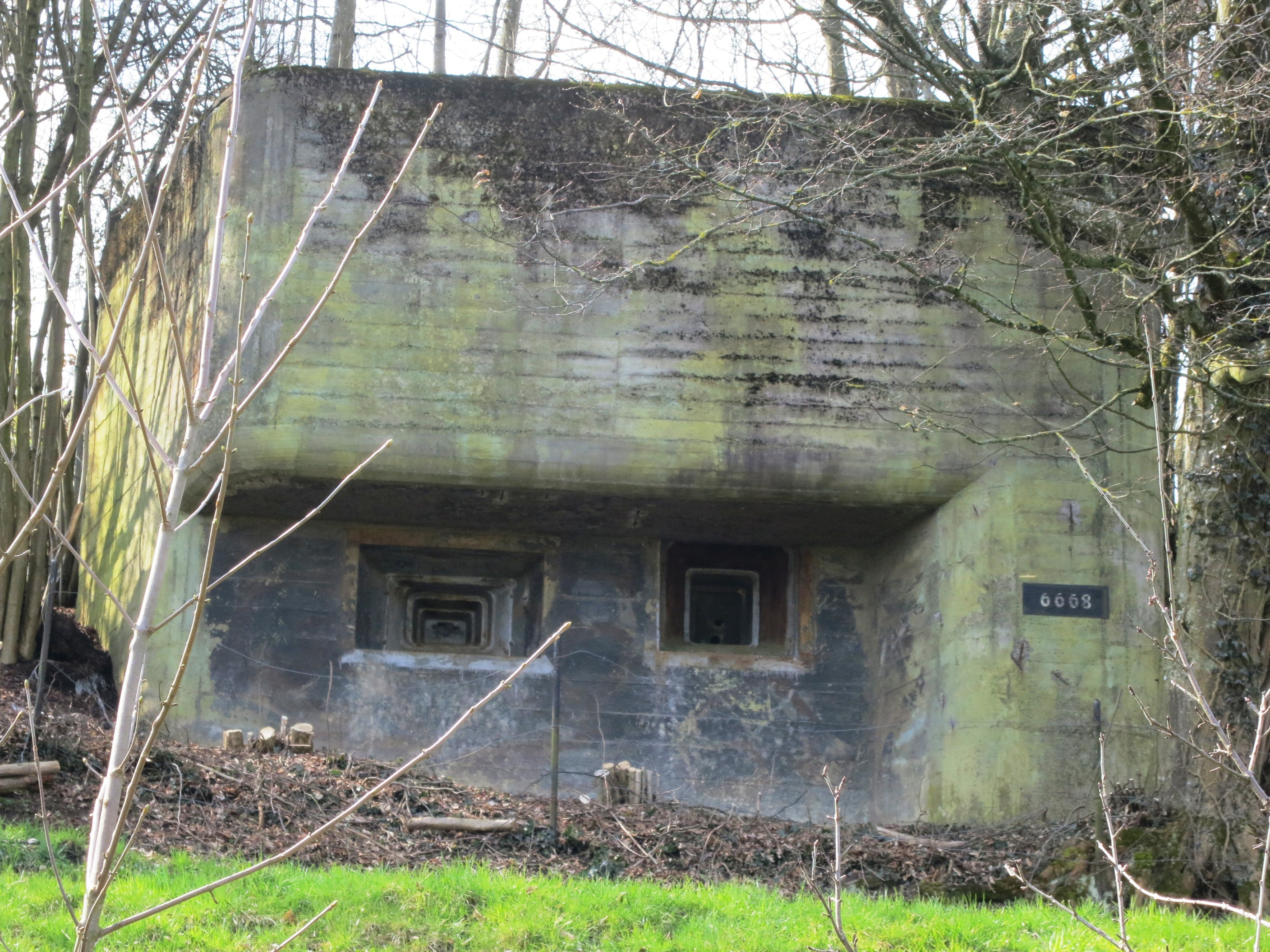
Bunker Chilstig, Urdorfer Senke
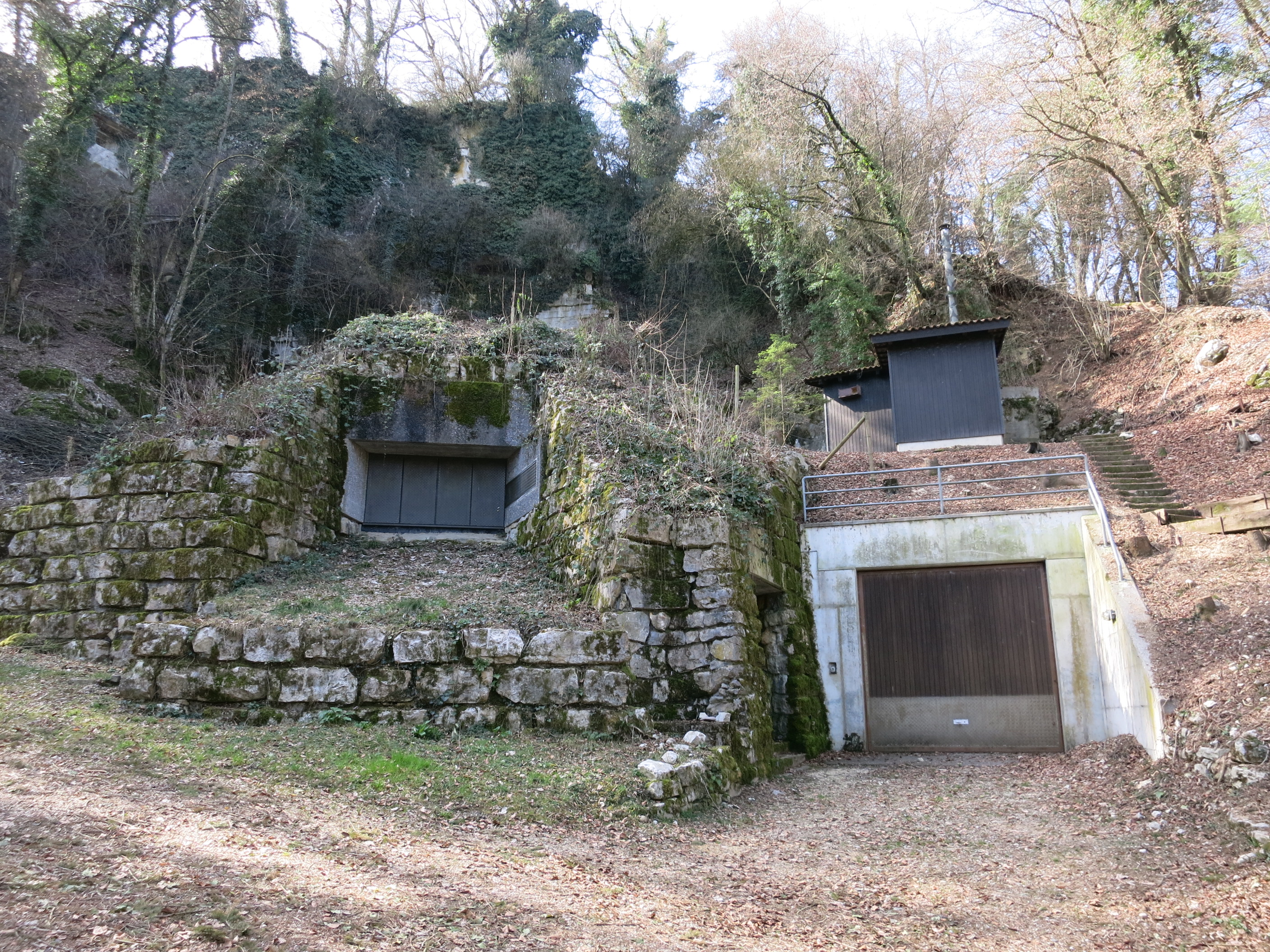
Artilleriewerk Rein
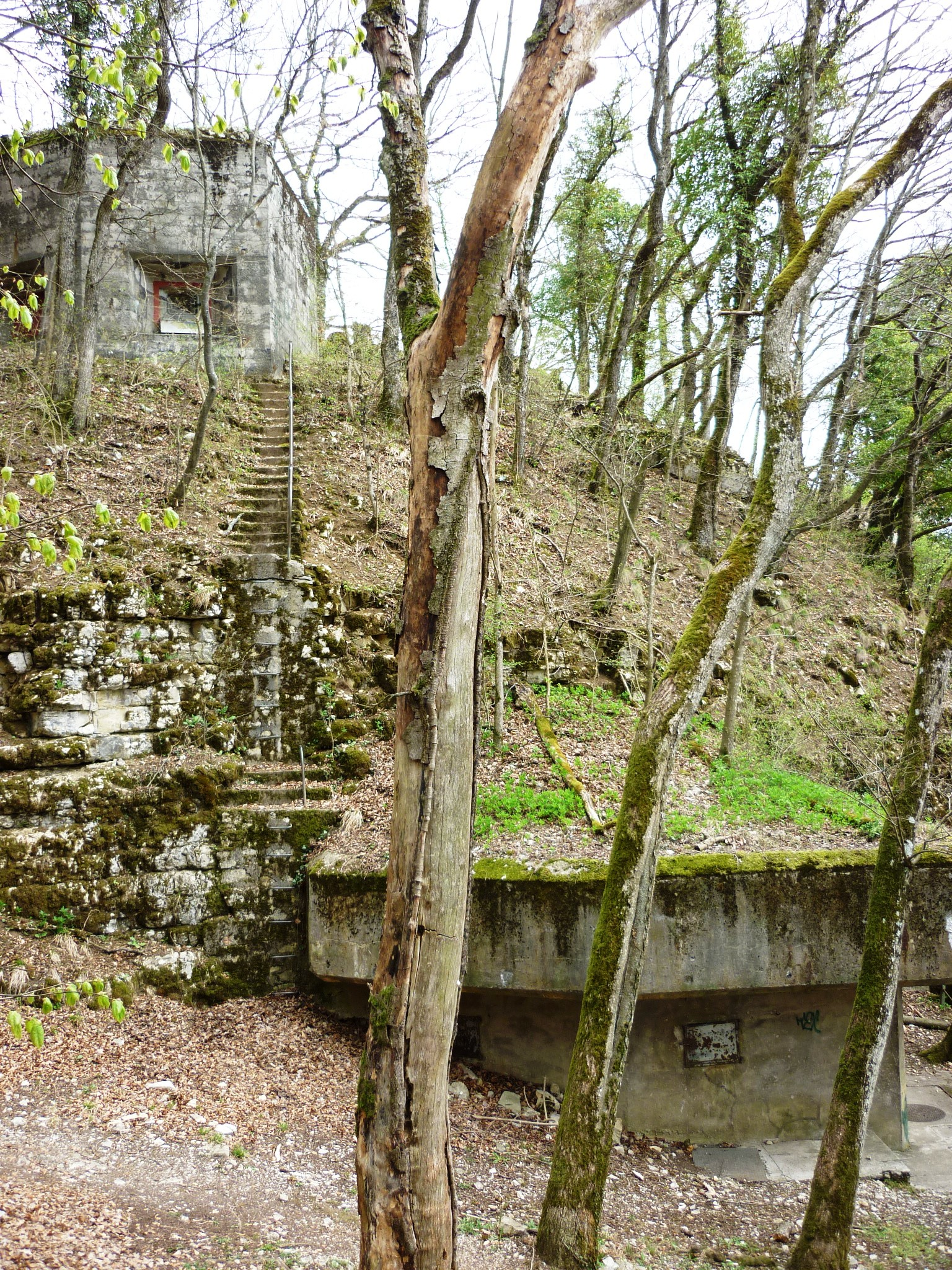
Artilleriewerk Besserstein, Villigen
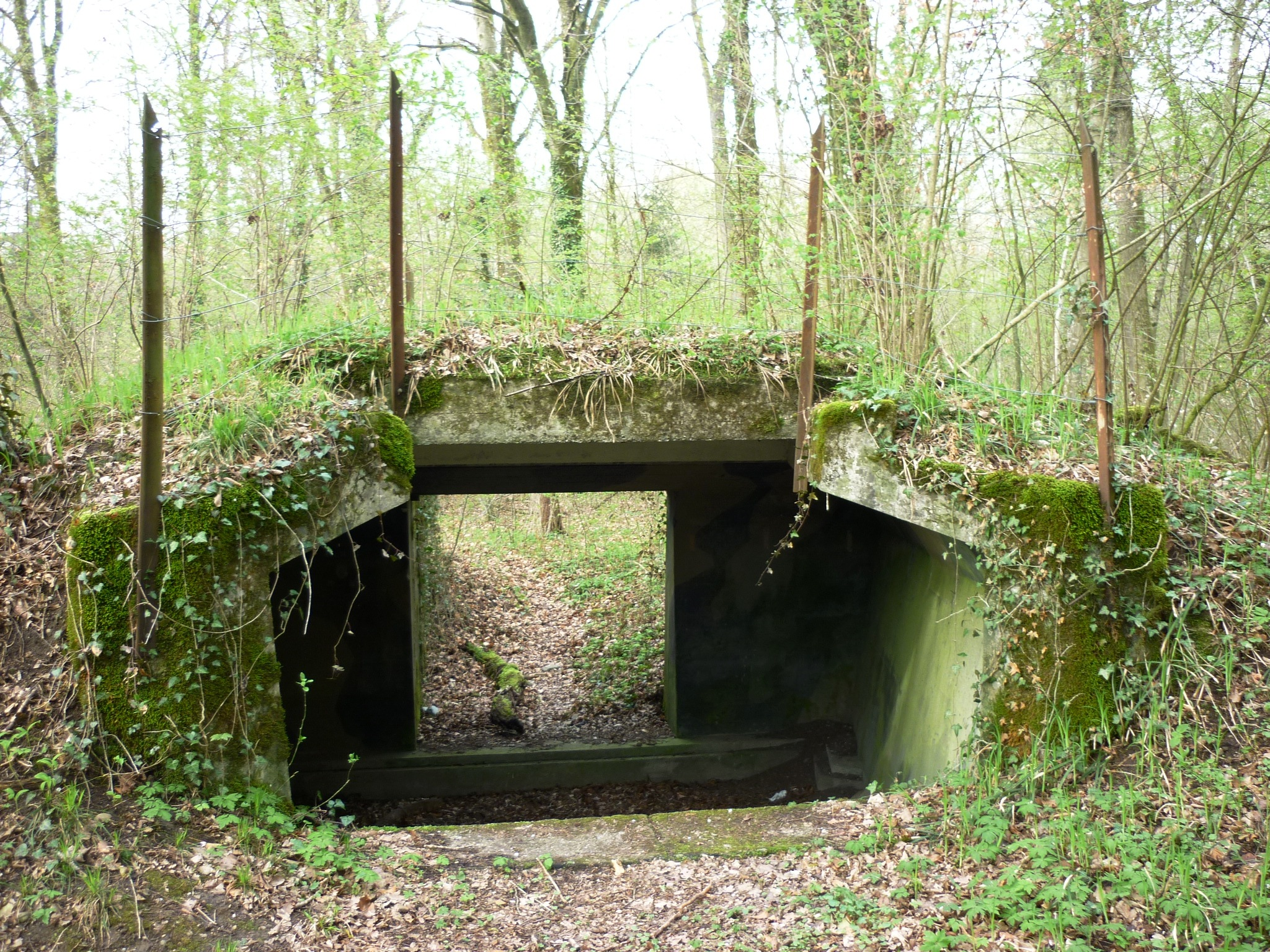
Artillieriegeschützstand Bremgarten

### Artilleriestellung Hausen AG
Die Abschnittsgrenze zwischen dem 2. und 3. Armeekorps verlief mitten im Aaretal und war verwundbar. Diese Nahtstelle wurde deshalb mit mehreren schweren Motorkanonen-Abteilungen der 5. und 8. Division überdeckt. Stellungen für vier Batterien wurden in der Westflanke des Eitenbergs auf dem Gemeindegebiet von Hausen errichtet. Die Batterie Eitenberg Chilholzweg umfasst die heute noch erhaltenen vier betonierten Geschützstände, zwei Mannschaftsunterstände und eine Telefonzentrale. Sie wurde 1939/40 von der Schweren Feldhaubitzenbatterie 176 (Abteilung 49) mit allgemeiner Schussrichtung Nordosten besetzt. Wegen des abfallenden Geländes mussten die 15-cm-Feldhaubitzen von vorne durch die grossen Schiessscharten in die Unterstände hineingezogen werden. Die vier Geschützstände und die Mannschaftsunterstände waren durch unterirdische Gänge miteinander verbunden, die als Mannschaftsgräben und als Zulieferlinien für Munition dienten. Die 45 Kilogramm schwere Munition wurde mit der Stollenbahn der 1938 stillgelegten Portlandzementwerke Hausen zum Eitenberg hoch transportiert. Die Artilleriestellung gilt als militärisches Denkmal von nationaler Bedeutung.
- Unterstände 15-cm-Artilleriehaubitzen Chilholzweg ⊙
- Mannschaftsunterstände Münzentalstrasse ⊙
- Telefon- und Kommandozentrale Eitenberg 	⊙
- 15-cm-Artilleriestellung Batterie Eitenberg Chilholzweg		⊙
- 15-cm-Artilleriestellung Batterie Süssmattstrasse	⊙
- 15-cm-Artilleriestellung Batterie Weidstrasse	⊙
- 15-cm-Artilleriestellung Batterie Mülacherstrasse	⊙
- Munitionsentladestation Waldrand der Stollenbahn ⊙
- Eingang Stollenbahn der 1938 stillgelegten Portlandzementfabrik Hausen ⊙

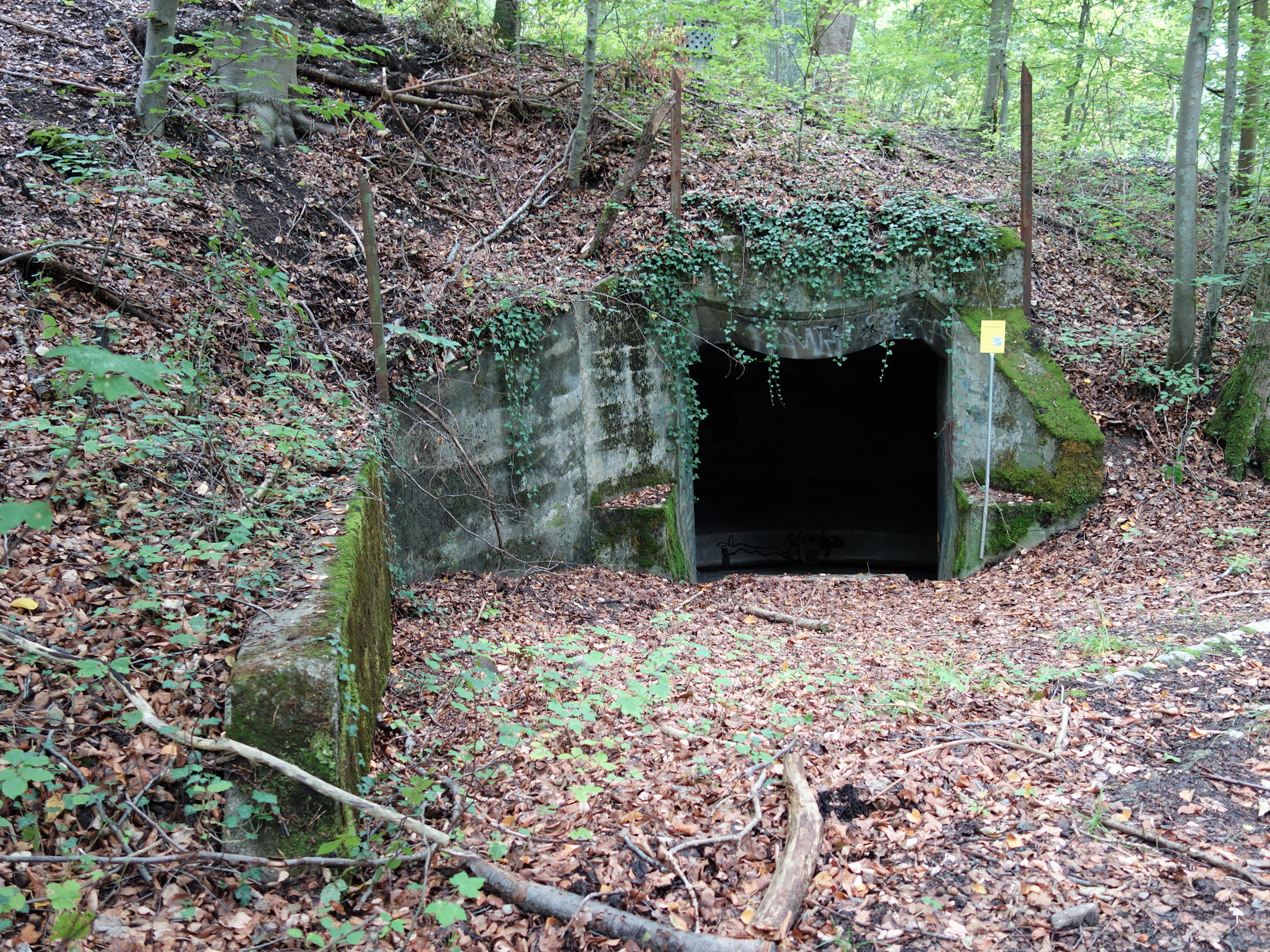
Geschützstand Eitenberg 1
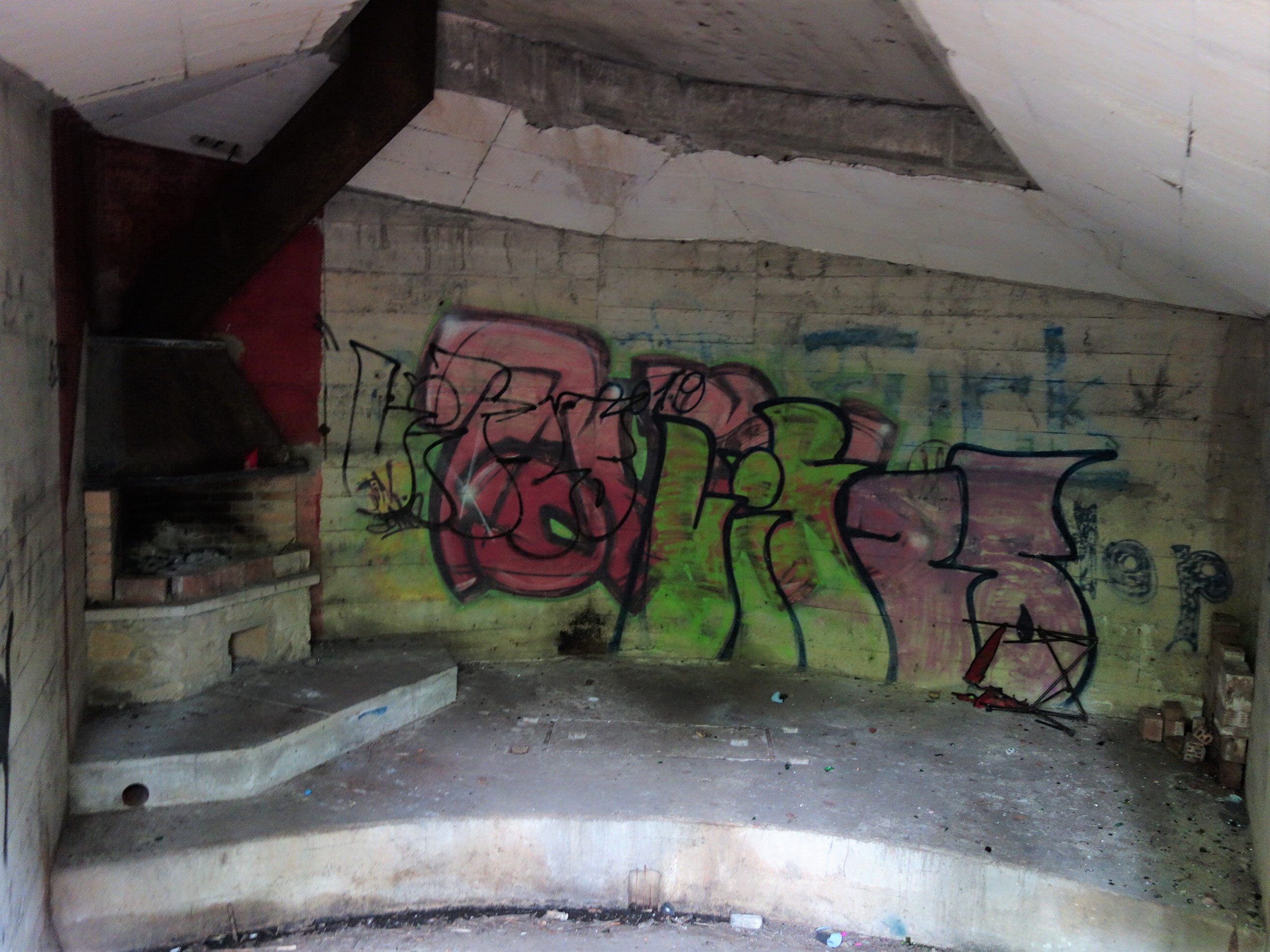
Geschützstand Eitenberg 2, innen
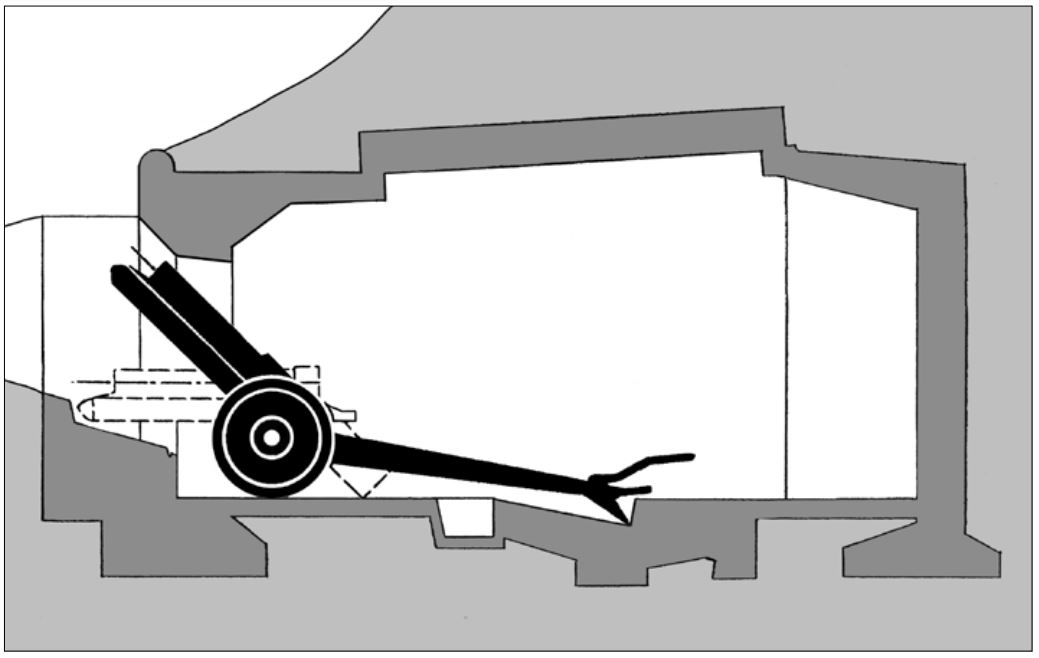
Skizze Geschützstand mit 15-cm-Haubitze
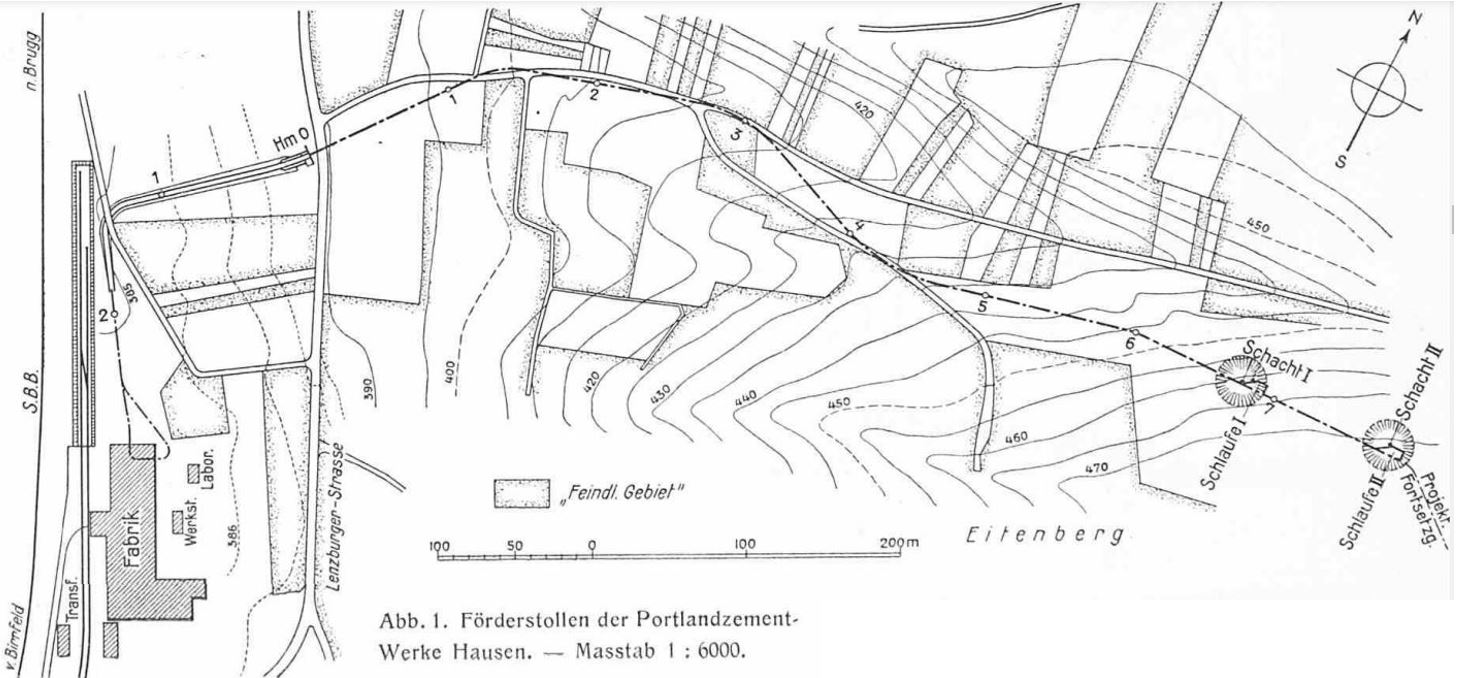
Skizze der Stollenbahn

## Kalter Krieg und Armeereformen
Ab 1948 erfolgten die Wiederholungskurse wieder normalen dreiwöchigen Turnus. Mit der Truppenordnung 51 (TO51)  übernahm die 5. Division wieder die Strukturen der TO 36, dazu erhielt sie eine Aufklärungs- und eine mobile leichte Flababteilung. Neben den Aargauerregimentern 23 und 24 fand ein Wechsel zwischen den Stadtzürcher Regimentern 4 und 27 statt. 1955 wurde im Manöver erstmals das Verhalten bei einem Angriff mit Atomwaffen geübt.
Mit der Armee 61 stiess das Stadtbasler Infanterieregiment 22 nach 25-jähriger Abwesenheit wieder zur Division und das Zürcher Infanterieregiment 27 wechselte zum Feldarmeekorps 4. Die eher statische Grenzdivision wurde ab 1965 mit der Eingliederung eines Aufklärungsbataillons und der Schaffung von Panzerbataillonen zur dynamischen gegenschlagsfähigen Felddivision.
Der Einsatzraum der Felddivision 5 befand sich südlich der Grenzbrigade 5 im Gebiet des Schweizer Wasserschlosses (Aare, Limmat, Reuss). Sie hatte den Raum Limmat-Brugg-Lenzburg-Birmensdorf zu behaupten und die Achsen ins Knonauer Amt (Reusstal Richtung Gotthard) zu sperren. Sie führte mit ihren Panzern im Mischgelände die Abwehr, bestehend aus Verteidigung und Gegenschlag. Sie behauptete den Raum Limmat-Brugg-Lenzburg-Birmensdorf und sperrte die Achsen ins Knonauer Amt.
In ihrem Einsatzraum befanden sich neben den Artilleriestellungen Bremgarten und Hausen AG/Eitenberg die Sperrstellen in  Arni-Islisberg, Baden, Birmensdorf, Dietikon, Gebenstorf, Güpf-Risi (Ramerenwald Uitikon/Birmensdorf), Landikon, Löffler (Birmensdorf), Ober Reppischtal (Birmensdorf), Reppischhof (Dietikon), Ringlikon, Schlieren, Sellenbüren-Stallikon, Wollishofen-Sihltal, Uetliberg, Unter Reppischtal (Urdorf), Urdorf, Waldegg und Wüerital (Birmensdorf). Der zweistöckige Kommandoposten A 5258 der Felddivision 5 befand sich in Arni AG, wurde 1986 erstellt und 2002 renoviert.
Mit der Armee XXI wurden alle Armeekorps und Divisionen aufgelöst und damit die seit rund 130 Jahren bestehende Felddivision 5. 2008 wurde die Infanteriebrigade 5 als Nachfolger der 5. Division neu gebildet.

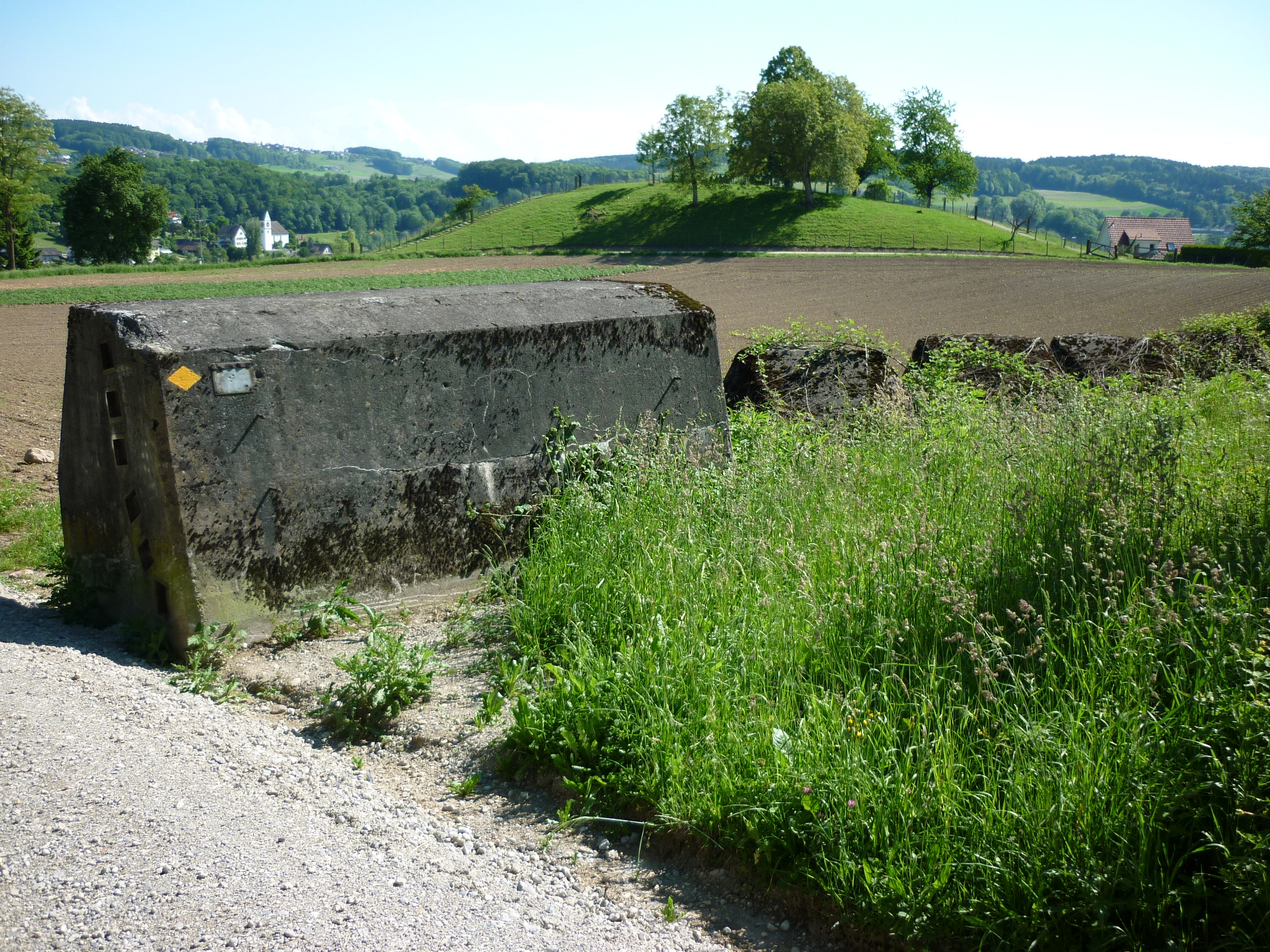
Sperre Birmensdorf
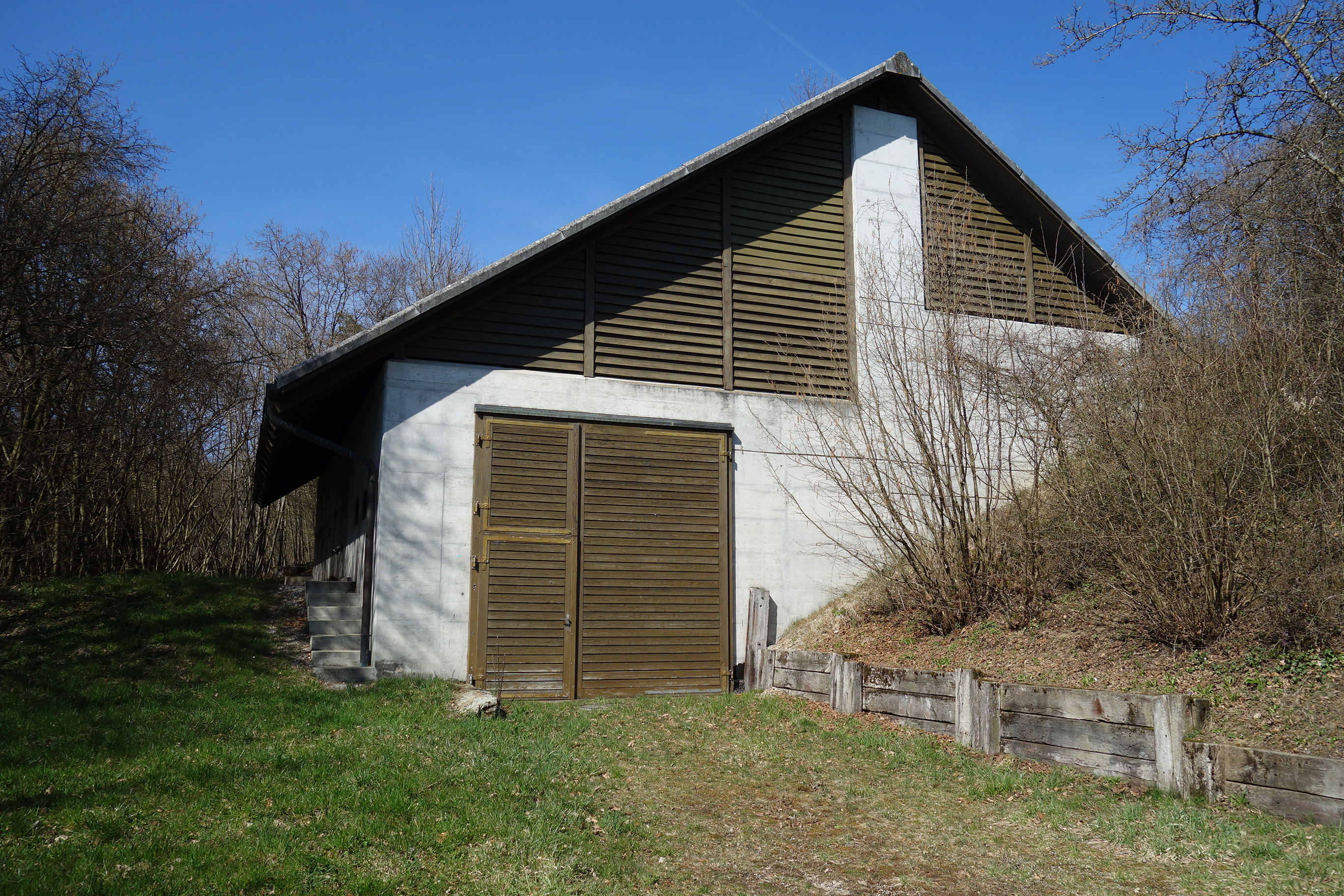
KP Felddivision 5 A 5258 Arni AG
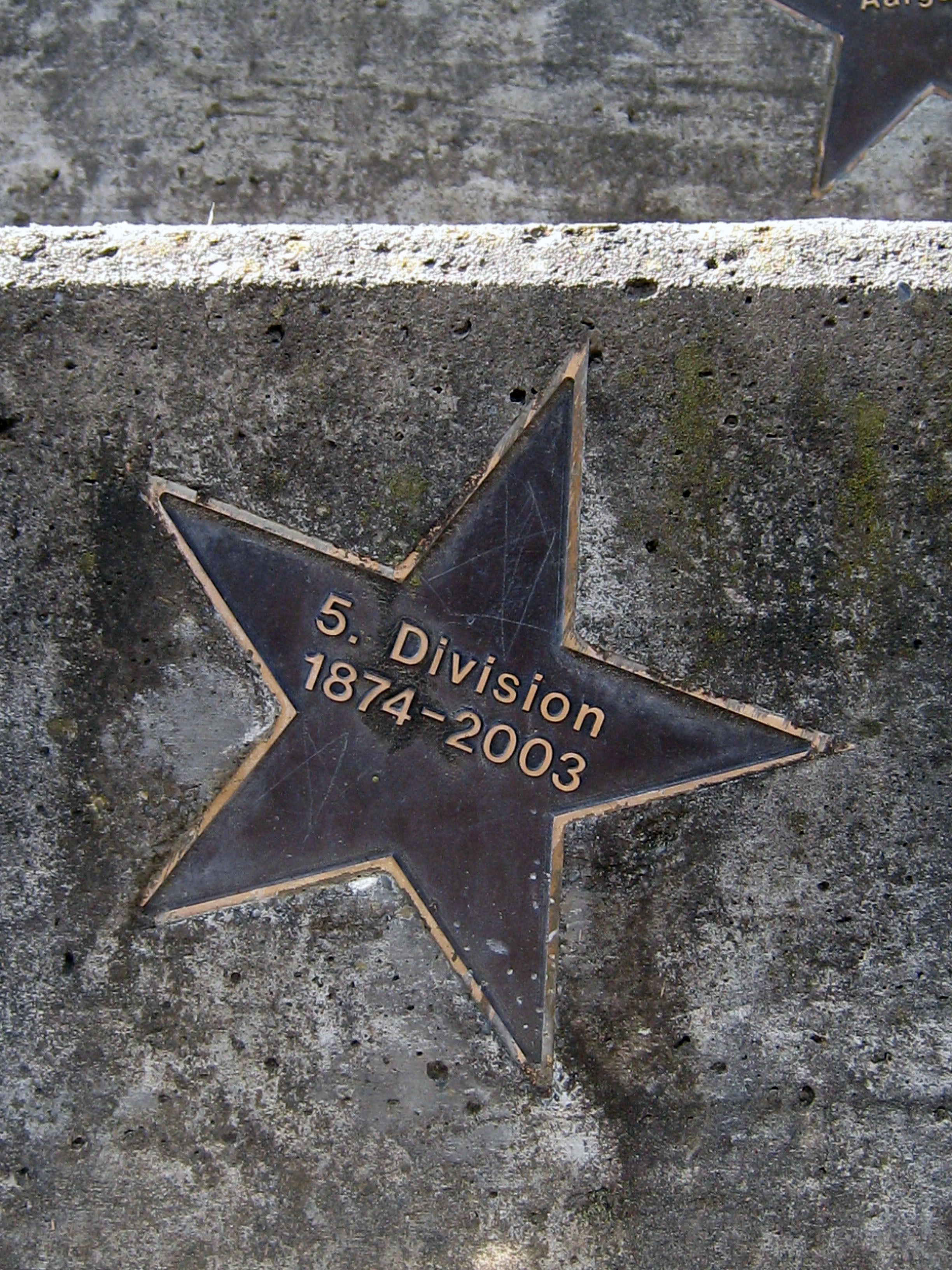
Erinnerungstafel am Limmatspitz

### Kommandanten
- 1875–1883 Christian Emil Rothpletz
- 1884–1888 Ludwig Arnold Zollikofer
- 1889–1890 Eduard Müller
- 1891–1895 August Carl Rudolf
- 1896–1898 Arnold Keller
- 1899–1904 Alfred Scherz
- 1905–1912 Isaak Iselin (4. Div ab 1911)
- 1912 Alfred Audéoud (4. Div)
- 1913–1918 Wilhelm Schmid (4. Div)
- 1918–1920 Emil Sonderegger (4. Div)
- 1920 Charles Sarasin (4. Div)
- 1920–1925 Arnold Biberstein (4. Div)
- 1926–1931 Guillaume Favre (4. Div)
- 1931–1934 Rudolf Miescher (4. Div)
- 1935–1942 Eugen Bircher (4. Div bis 1936)
- 1942–1944 Rudolf von Erlach
- 1944–1950 Paul Wacker
- 1951–1955 Robert Frick
- 1956–1962 Fred Küenzy
- 1963–1969 Karl Walde
- 1969–1977 Hans Trautweiler
- 1978–1985 Pierre-Marie Halter
- 1986–1992 Werner Frey
- 1993–1995 Rudolf Zoller
- 1996–2000 Max Riner
- 2001–2003 Paul Müller

### Benennung der Felddivision 5 im Lauf der Geschichte
- 1875–1911: V. Armeedivision
- 1911–1936: 4. Division
- 1936–1961: 5. Division, Grenzdivision 5
- 1962–2003: Felddivision 5
- 2003–2017: Infanterie-Brigade 5

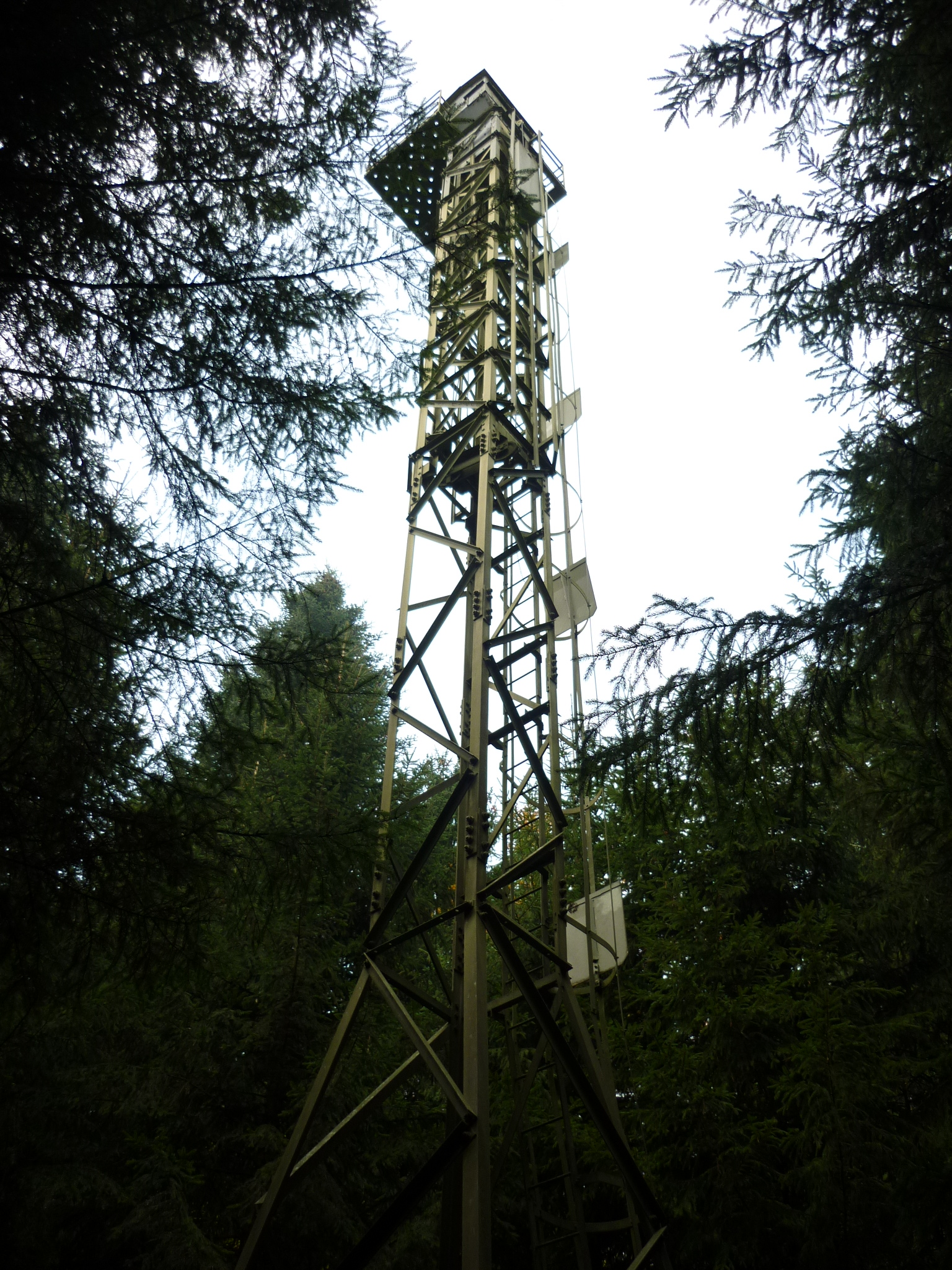
Beobachtungsturm Gebenstorfer Horn
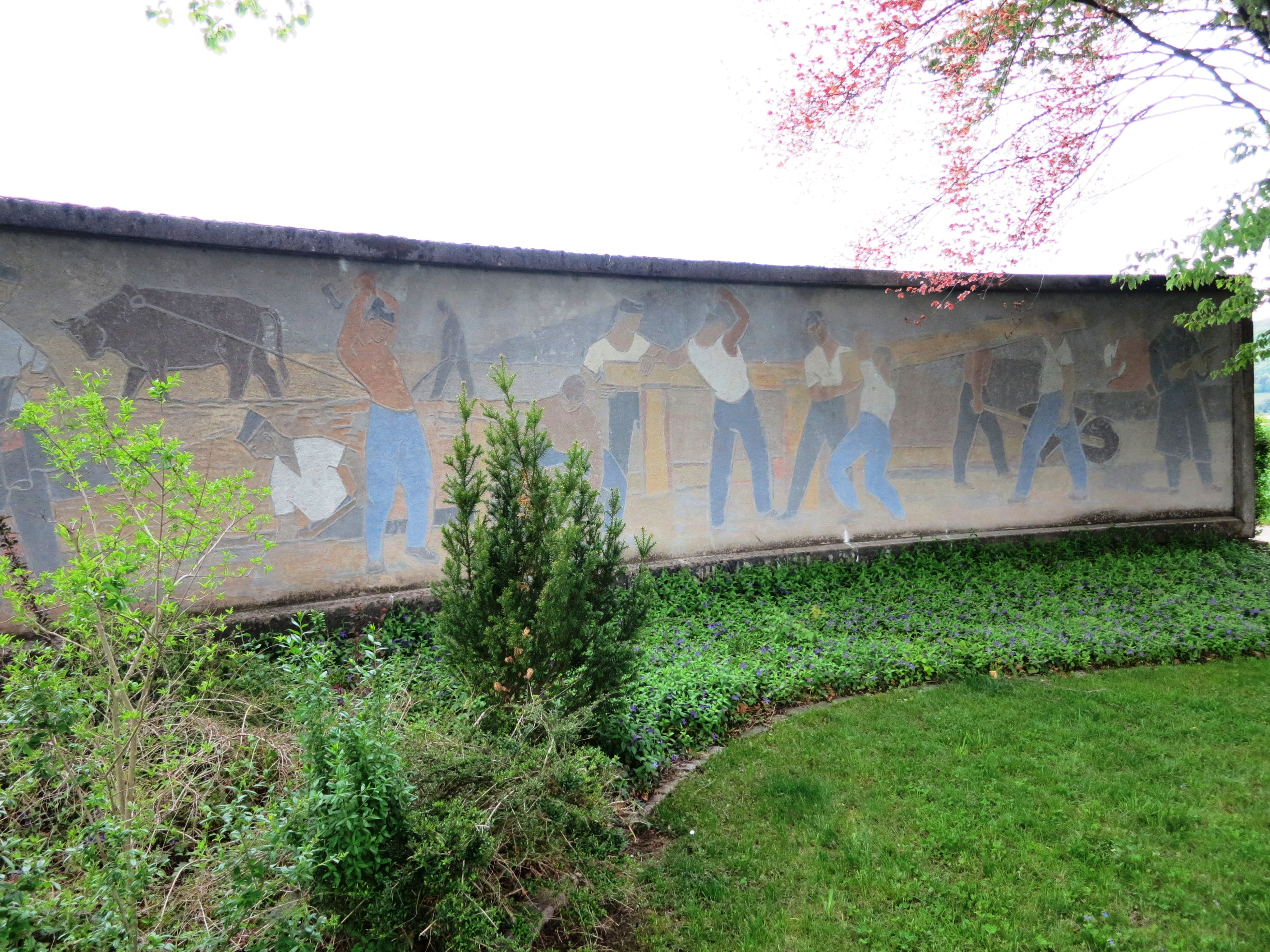
Soldatendenkmal 1940–45 der 5. Division im Villigerfeld
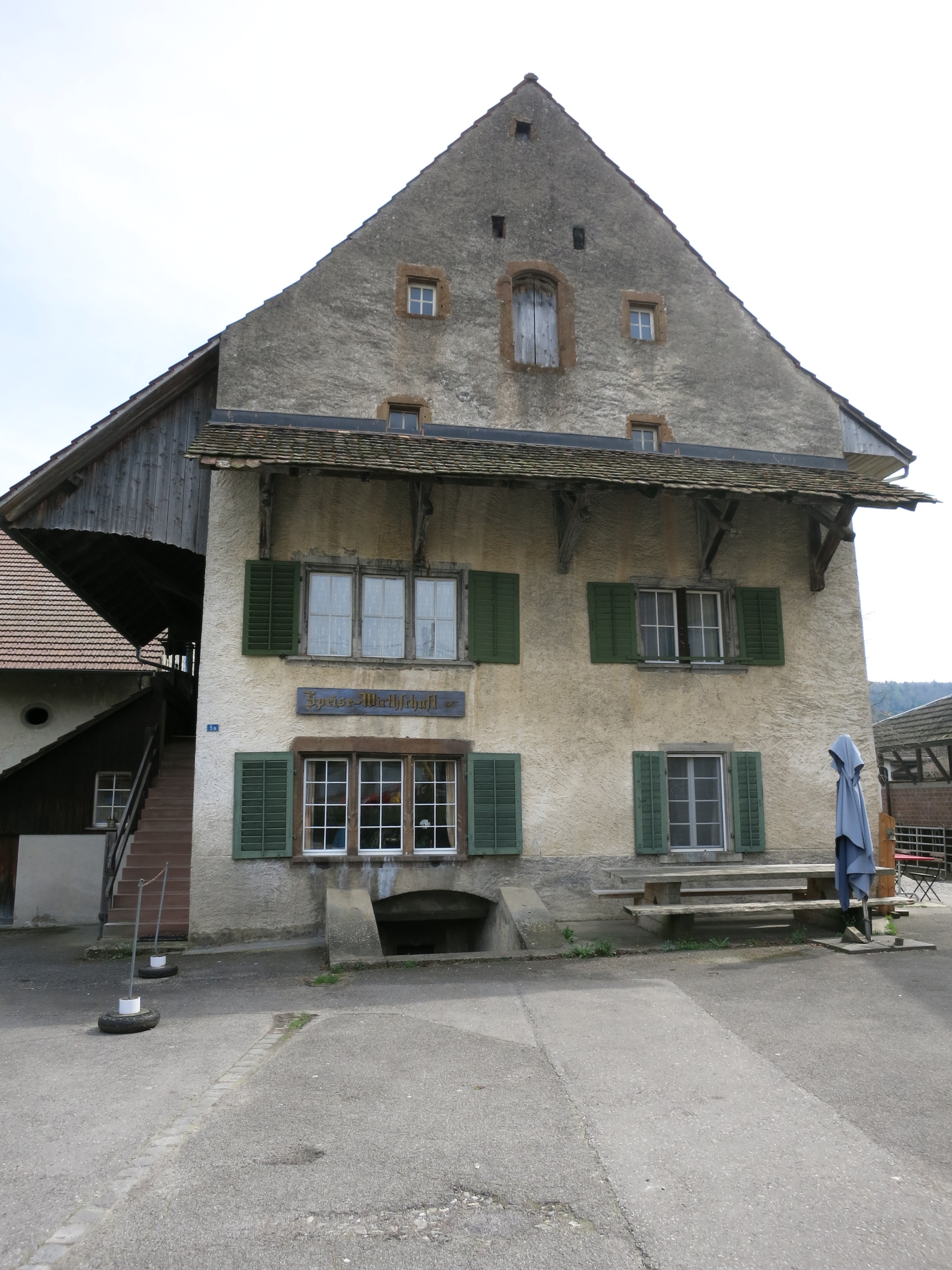
«Soldatenbeiz» in Rüfenach, wegen der Wirtshaustochter seit 1939 «Blauer Engel» genannt.